# Station Ösmo
Ösmo is een station van het stadsgewestelijk spoorwegnet van Stockholm in de gemeente Nynäshamn aan de Nynäsbanan.

## Geschiedenis
Het station ligt aan het zuidelijke, enkelsporige, deel van de Nynäsbanan tussen  Hemfosa-Nynäshamn. Het stationsgebouw uit 1901 werd in 2008 vervangen door een nieuwe hal aan een van de bruggen (Nyblevägen) over het spoor bij het zuideinde van het perron. Deze hal biedt toegang tot het eilandperron dat in 2008 werd verlengd zodat tegemoetkomende treinen elkaar kunnen passeren.

## Reizigersverkeer
Op een doordeweekse dag in de winter kent het station 1100 instappers. Het station heeft geen OV-poortjes omdat op dit deel van de lijn de kaartverkoop in de trein door conducteurs plaatsvindt. Voor het busverkeer werd in 2009 een busstation aan de westkant van het spoor bij de nieuwe ingang geopend.

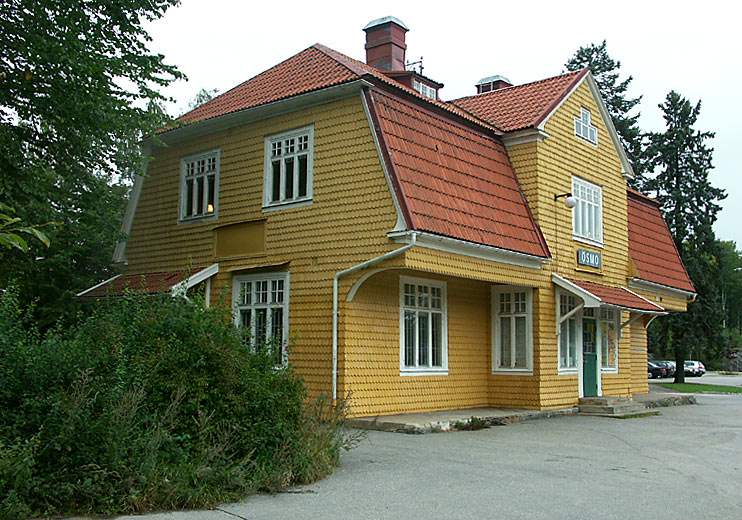
Het oude stationsgebouw.
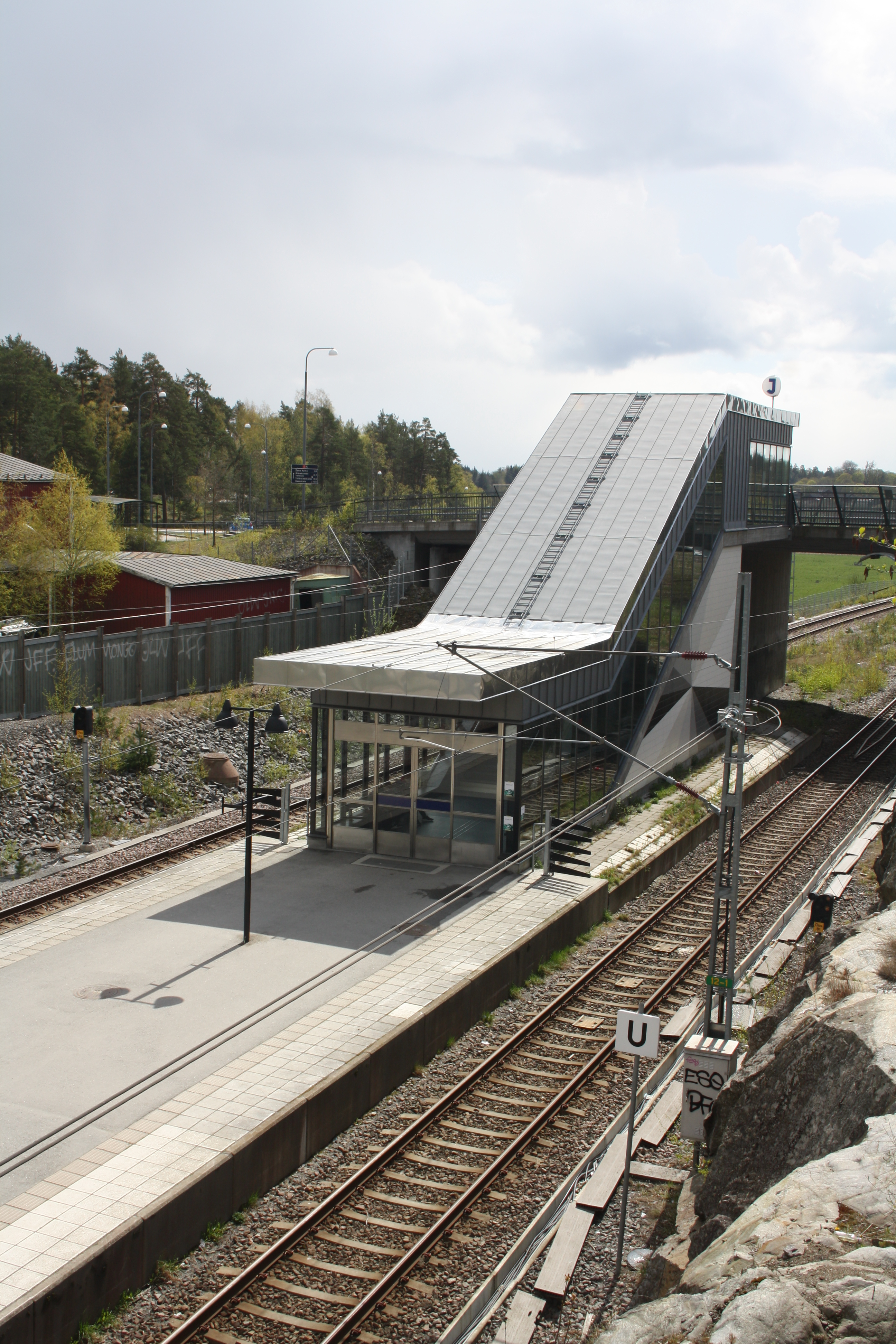
Het stationsgebouw uit 2008.
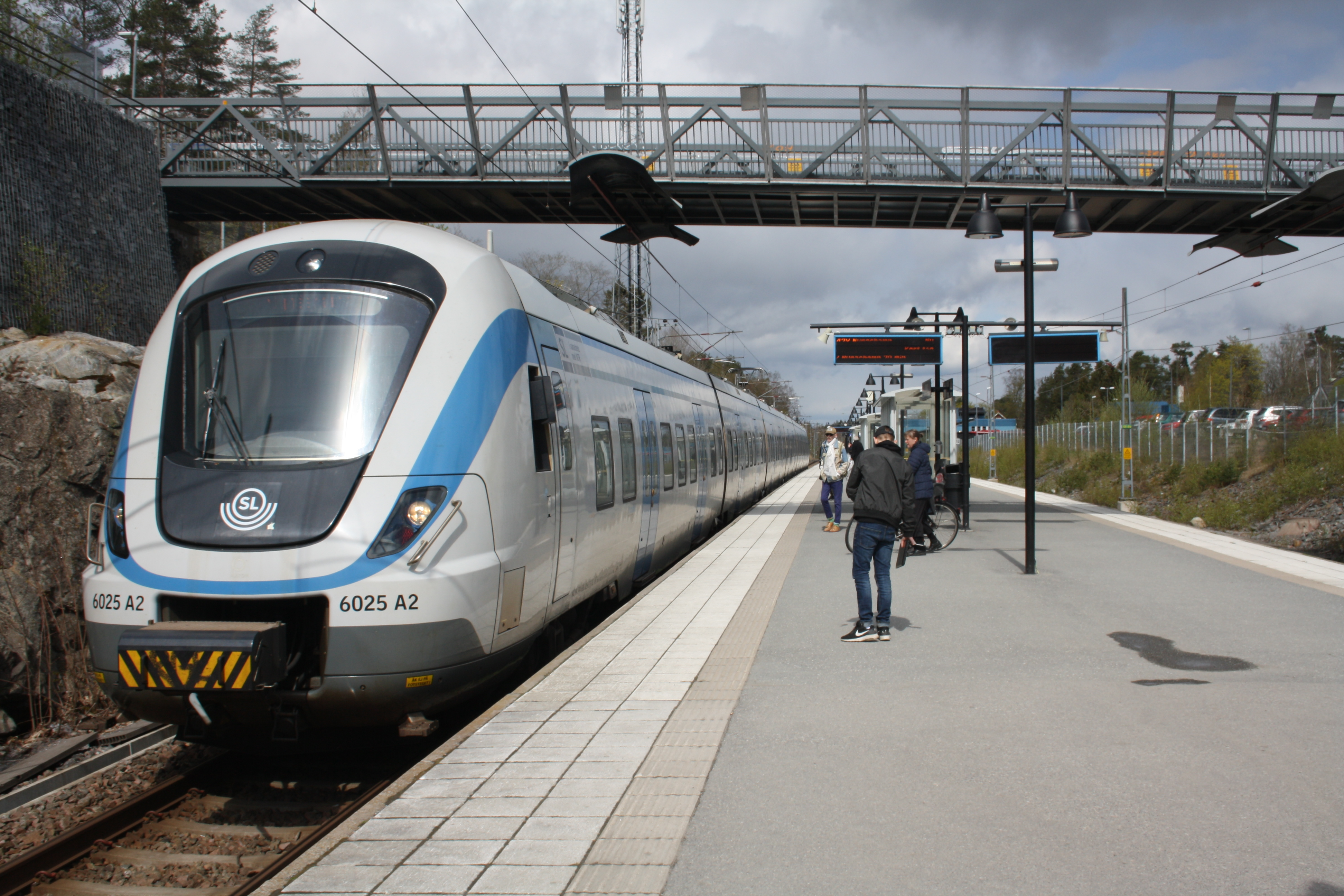
De pendeltåg naar Stockholm.